# Decumanus
U rimskom urbanom planiranju, decumanus je bila cesta usmjerena istok-zapad u rimskom gradu ili kastrumu (vojnom logoru). Glavni decumanus pojedinog grada bio je Decumanus Maximus ili najčešće jednostavno "Decumanus". U pravokutnoj mreži ulica tipičnog rimskog plana grada, decumanus je presijecao okomiti cardo, ulica sjever-jug.
U vojnom logoru, decumanus je povezivao Porta Praetoria (najbliže neprijatelju) s Porta Decumana (daleko od neprijatelja).
U središtu – zvanom groma – grada ili kastruma, Decumanus Maximus je prelazio okomitu Cardo Maximus, glavnu cestu sjever-jug. Forum se obično nalazio blizu ovog raskrižja Decumanus Maximusa i Cardo Maximusa.

## Etimologija
Decumanus ili decimanus bila je latinska riječ za 'deseti'. Kaže se da ovaj naziv dolazi od činjenice da je via decumana ili decimana (deseta ) odvajala desetu kohortu od devete u legijskom taboru, na isti način na koji je via quintana razdvajala petu kohortu od šeste.

## Primjeri
U sklopu grada Splita u Hrvatskoj nalazi se Dioklecijanova palača. Ovaj grad, koji je izgradio car Dioklecijan, pokazuje karakterističan rimski ortogonalni sustav ulica s Decumanus Maximusom koji povezuje zapadna Željezna vrata s istočnim Srebrnim vratima.
U starorimskom gradu Barcino (današnja Barcelona, Španjolska), Decumanus Maximus je započeo na kasnorimskim vratima (koja još uvijek stoje) ispred sadašnjeg trga Plaça Nova.
U rimskoj Gadari, današnjem Umm Qaisu u Jordanu, Decumanus teče u smjeru istok-zapad u dužini od otprilike jednog kilometra sa svojim starim kamenim pločama.
Još jedan dobar primjer je Ravna ulica ili Via Recta u Damasku, koja je duga 1500 metara i povezuje istočna i zapadna vrata.
U središnjem poslovnom okrugu Beiruta, Rue Weygand, koja ide istok-zapad, još uvijek slijedi starorimski Decumanus.
U Firenci je Decumanus sačuvan kao ulice Via Strozzi, Via Speziali i Via del Corso u staroj gradskoj jezgri. Iako ove ulice imaju različita imena, one čine kontinuiranu liniju s razdvajanjem između Via Strozzi i Via Speziali kod Palazzo Strozzi. U rimsko doba te su tri ulice činile Decumanus Florentine, ime rimske kolonije. Via Roma i Via Calimala nastale su od antičkog Carda, a ono što je nekada bio Forum u antičkoj Firenci sada je Piazza della Repubblica.
U Napulju još uvijek postoje tri glavna dekumana koja su, od sjevera prema jugu: 
- Superiore : sastoji se od Via Sapienza, Via Pisanelli i Via Anticaglia
- Maggiore : Via dei Tribunali
- Inferiore : Via Spaccanapoli, koja se sastoji od Via Benedetto Croce i Via San Biagio dei Librai.

## Galerija
- Tlocrt grada Silchestera
- Tlocrt rimskog grada Cologne (Köln)
- Antički Napulj, decumanusi su crveno
- Znak za decumanus maximus u Ostia Antica
- U Ostia Antica, kod Rima